# La Liste (gastronomie et hôtellerie)
« La Liste » est un classement établi pour distinguer les 1000 meilleurs restaurants et hôtels du monde. Lancée en 2015 par Philippe Faure, Ambassadeur de France et ancien propriétaire du Guide Gault-Millau, cette liste est le résultat d'une compilation minutieuse de critiques provenant de la presse, des guides gastronomiques, et des sites de feedback client. Couvrant plus de 32 500 restaurants dans 200 pays, la base de données de La Liste inclut les informations de 1 070 publications.
Le principe des « métaclassements », sur lequel se base La Liste, consiste à agréger et analyser les données issues de multiples sources pour créer un classement global. Cette méthode est similaire à celle utilisée par des plateformes comme « Metacritic.com » ou « Rottentomatoes.com », qui compile les critiques et les notes de divers critiques pour produire une moyenne représentative. Dans le cas de La Liste, l'algorithme analyse les critiques et les classements de divers guides et publications pour déterminer un classement composite qui vise à être plus équilibré et représentatif de diverses perspectives.
Cette initiative se veut une alternative au classement du « World’s 50 Best Restaurants », en adoptant une approche transparente et universelle, mettant en valeur la diversité des cultures culinaires et la fiabilité des sources. Le restaurant Guy Savoy à Paris, sous la houlette du chef éponyme, domine le classement depuis 2017. L'édition 2023 a vu les établissements Le Bernardin à New York, L’Enclume au Royaume-Uni, et La Vague d’Or à Saint Tropez partager la première place.
Parmi les nombreux partenariats de La Liste, celui avec Hyundai est particulièrement remarquable car il permet l'affichage des restaurants de La Liste directement sur le navigateur des véhicules de la marque. 
L’application La liste, disponible pour Android (Google play) et pour IOS (AppStore), fournit une géolocalisation, ainsi qu’un descriptif des restaurants par tags.

## Palmares

### Chef pâtissier le plus créatif du monde
- 2025 : Maxime Frédéric [2].